# Darktrace
Darktrace est une société britannique de cybersécurité, créée en 2013 et dont le siège est situé à Cambridge, en Angleterre. Elle est cotée à la Bourse de Londres et fait partie de l'indice FTSE 250.

## Histoire
Darktrace est fondée en 2013 à Cambridge en collaboration avec les agences de renseignement britanniques et Invoke Capital, une société appartenant à Mike Lynch,.  Lynch est cofondateur d'Autonomy, société vendue à Hewlett-Packard en 2011 dans le cadre d'une transaction qui conduit à des accusations de fraude et à une bataille juridique pour son extradition vers les États-Unis. Dans ses documents d'enregistrement en bourse, Darktrace qualifie la responsabilité potentielle liée aux retombées de l'action contre Lynch de « risque faible ».
De nombreux membres de la direction de Darktrace, notamment la directrice générale Poppy Gustafsson, le directeur de la technologie Jack Stockdale et la directrice de la stratégie et de l'intelligence artificielle Nicole Eagan, sont recrutées chez Autonomy. Fin 2013, en plus d'être une filiale en propriété exclusive d'Invoke Capital, Invoke Capital fournissait également 15 des 40 employés de Darktrace.
En avril 2021, Darktrace est cotée à la Bourse de Londres avec une valeur marchande d'environ 2,5 milliards de livres sterling,. La valeur marchande de l'entreprise atteint un sommet de 7 milliards de livres sterling en quelques mois, avec un pic de valeur de l'action à 10 livres sterling, mais fluctue par la suite. Le 6 mars 2022, l'action Darktrace est négociée à 6,46 £ et la capitalisation boursière s'élève à 3,43 milliards £. 
La technologie de l'entreprise et ses investisseurs fondateurs sont critiqués par le vendeur à découvert Matthew Earl, responsable du fonds Shadowfall, et par les analystes Peel Hunt. En janvier 2022, Earl remet en question le modèle et la culture de Darktrace, avertissant les clients que le modèle de l'entreprise était « mince », basé davantage sur le style de vente que sur la substance commerciale.
En mars 2022, Darktrace acquiert Cyberdrink, une société néerlandaise de gestion de surfaces d'alcool, pour 47,5 €. million.
Début 2025, l'entreprise annonce avoir fait l'acquisition de Cado Security, spécialisée dans les investigations dans des contextes de cyberattaques.

### Rapport sur les irrégularités comptables
Au 31 janvier 2023, Quintessential Capital Management (zh), un fonds spéculatif et vendeur à découvert basé à New York, publie un rapport détaillé faisant état d'erreurs comptables potentielles chez Darktrace, et d'irrégularités potentielles dans les contrats avec les revendeurs et les clients, datant principalement d'avant la cotation publique de Darktrace en 2021. Darktrace conteste cette allegation. Quintessential souligne les liens entre Darktrace et HP Autonomy, société de logiciels britannique avec laquelle Darktrace partage de nombreux liens. La société Autonomy est accusée de pratiques comptables irrégulières liées à sa vente pour 11,7 milliards de dollars à Hewlett-Packard en 2011.
Le cours de l'action de la société chute de 12 % lorsque Quintessential dévoile pour la première fois sa position courte le 30 janvier 2023. Les actions chutent encore de 8 pour cent le lendemain, après la publication du rapport, jusqu'à 200 pence.
Le 18 juillet 2023, EY conclut son examen des contrats et des processus financiers internes de l'entreprise. L'entreprise d'audit trouve un « petit nombre d'erreurs et d'incohérences » dans certains contrats, mais rien qui puisse être « important » pour les états financiers de Darktrace.

## Produits
Le produit de Darktrace utilisent le machine learning non supervisé pour créer un « modèle de vie » intrinsèque pour chaque réseau, appareil et utilisateur au sein d'une organisation. À partir de cette compréhension évolutive de la « normalité », il peut alors détecter les menaces potentielles à mesure qu’elles émergent en temps réel. Il utilise une technologie de réponse autonome, Antigena, pour agir contre les cyberattaques en cours. Le produit visualise également l'activité du réseau sur une interface utilisateur, appelée « Threat Visualiser ». Depuis la création de l'entreprise en 2013, sa technologie est déployée quelque 9 000 fois. En 2022, Darktrace couvrirait la technologie opérationnelle industrielle, la messagerie électronique, le SaaS, le cloud, le réseau et les points de terminaison.
Darktrace affirme avoir la capacité de protéger contre les attaques zero-day, par exemple certaines attaques log4j.

## Récompenses
Darktrace est incluse dans le top des 50 entreprises les plus innovantes de Fast Company pour 2018, le produit d'IA de l'année du Cyber Award en 2020, les 100 entreprises les plus influentes du Time Magazine en 2021 et le top 10 des entreprises d'IA les plus innovantes de Fast Company pour 2022. En 2022, Darktrace remporte le prix AI & Machine Learning  lors des Go:Tech Awards 2022.

## Sponsors
Darktrace signe un accord de partenariat avec McLaren Racing en 2020. En 2021, l'accord est étendu pour inclure l'équipe IndyCar de McLaren.